# Нашвилл
На́швилл (Нэ́швилл; англ. Nashville [ˈnæʃvɪl]) — город на юге США, столица штата Теннесси, центр округа Дейвидсон. Расположен на берегу реки Камберленд, в центральной части штата. Город является крупным центром здравоохранения и образования, важным транспортным узлом, а также столицей музыкального стиля кантри, благодаря чему получил прозвище «Город музыки».
Административно Нашвилл объединён с округом Дейвидсон. При этом население объединённого округа по оценке на 2017 год составило 691 243 человека. По численности населения округ занимает первое место в штате Теннесси. Крупнейший по площади город штата.

## История
До белой колонизации территорию Теннесси населяли охотничьи племена чероки, чикасо и шауни, наследники пришедшей в упадок Миссисипской культуры. Первым европейцем, посетившим эти земли, был испанский исследователь Эрнандо де Сото в 1540 году. Испанцы объявили район частью своих колониальных владений, но не стали основывать поселений ввиду агрессивности туземцев. В XVII—XVIII веках территорию посещали торговцы пушниной из Новой Франции, основавшие несколько торговых постов. После разгрома Новой Франции в ходе Семилетней войны район перешёл под контроль англичан.
Город был основан в 1779 году выходцами из Виргинии. Происхождение его названия точно не известно: по одной версии, он назван в честь Эбнера Нэша, который в те годы стал губернатором Северной Каролины, а по другой версии - в честь его брата Фрэнсиса Нэша, американского генерала, участвовавшего в Войне за независимость.
Нашвилл быстро рос благодаря выгодному географическому положению и наличию удобного речного порта. В 1806 году был принят Устав города, и в том же году Нашвилл стал административным центром округа Дейвидсон. В 1843 году город стал постоянной столицей штата Теннесси.
К моменту начала Гражданской войны в США Нашвилл был процветающим городом, крупным речным портом и важным железнодорожным узлом Конфедерации. Стратегическое значение Нашвилла сделало его одной из первоочередных целей для наступления северян, и в феврале 1862 года Нашвилл стал первой столицей южных штатов, захваченной противником. 15—16 декабря 1864 года под Нашвиллом состоялось последнее крупное сражение на Западном театре боевых действий. Армия северян под командованием генерала Джорджа Томаса разгромила армию южан генерала Джона Худа.
Город быстро восстановился от последствий гражданской войны, не в последнюю очередь благодаря тому, что в Теннесси, единственном из южных штатов, не была назначена военная оккупационная администрация. Благополучие последней трети XIX века дало Нашвиллу множество красивых зданий классического стиля, многие из которых до сих пор можно увидеть поблизости от делового центра города.
Столкнувшись с обычными для Америки того времени проблемами в 1960-х — 1980-х годов (деиндустриализация, бегство белых, упадок центральных районов и образование негритянских гетто), Нашвилл пережил третий в своей истории экономический бум в 1990-х годах, тогда же была достаточно успешно воплощена в жизнь амбициозная программа по оживлению центра города.

## География и климат

### Географические сведения
Город расположен в центральной части штата Теннесси на реке Камберленд. Агломерация Нашвилла имеет тенденцию к бурному росту за счёт процесса интенсивной субурбанизации, увеличения количества городов-спутников в южном, и особенно восточном и северо-восточном направлениях, постепенно приближаясь к границам штата Кентукки. Река Камберленд доступна для небольших судов, используется для судоходства с XIX века.

### Климат
Нашвилл находится в зоне субтропического океанического климата, с типичными для данных районов жарким и дождливым летом, прохладной и влажной зимой, мягкими весной и осенью.
Город периодически подвергается воздействию торнадо, но серьёзный ущерб они наносят крайне редко.
| Показатель                                                | Янв. | Фев. | Март | Апр. | Май  | Июнь | Июль | Авг. | Сен. | Окт. | Нояб. | Дек. | Год  |
| --------------------------------------------------------- | ---- | ---- | ---- | ---- | ---- | ---- | ---- | ---- | ---- | ---- | ----- | ---- | ---- |
| Абсолютный максимум, °C                                   | 26,0 | 29,0 | 32,0 | 33,0 | 36,0 | 43,0 | 42,0 | 41,0 | 41,0 | 34,0 | 29,0  | 26,0 | 43,0 |
| Средний суточный максимум, °C                             | 9,0  | 11,0 | 16,0 | 22,0 | 26,0 | 30,0 | 32,0 | 32,0 | 28,0 | 22,0 | 16,0  | 10,0 | 21,0 |
| Средняя температура, °C                                   | 3,5  | 5,5  | 10,0 | 15,5 | 20,0 | 24,5 | 26,5 | 26,0 | 22,0 | 16,0 | 10,0  | 5,0  | 15,5 |
| Средний суточный минимум, °C                              | −2   | 0,0  | 4,0  | 9,0  | 14,0 | 19,0 | 21,0 | 20,0 | 16,0 | 10,0 | 4,0   | 0,0  | 10,0 |
| Абсолютный минимум, °C                                    | −27  | −25  | −17  | −5   | 1,0  | 6,0  | 11,0 | 8,0  | 2,0  | −3   | −18   | −23  | −27  |
| Норма осадков, мм                                         | 95   | 100  | 104  | 102  | 140  | 105  | 92   | 80   | 87   | 77   | 110   | 107  | 1200 |
| Источник: National Oceanic and Atmospheric Administration |      |      |      |      |      |      |      |      |      |      |       |      |      |

## Население
По оценке статистического бюро в 2017 году в Нашвилле проживало 691 243 человека, имелось 314 041 домохозяйство и 273 497 семей.
Расовый состав населения:
- белые — 65,2 % (в 1970 — 79,5 %)
- афроамериканцы — 27,9 %
- латиноамериканцы — 10,3 %
- азиаты — 3,8 %

Благодаря низкой стоимости жилья и достаточно благоприятной ситуации на рынке труда Нашвилл притягивает множество иммигрантов, преимущественно из стран Ближнего Востока и Южной Азии. Помимо множества мексиканцев, в городе проживает крупнейшая в США курдская диаспора, также имеются достаточно крупные общины арабов (преимущественно из Ирака), вьетнамцев и пакистанцев.
Среднегодовой доход на душу населения составлял 32 347 долларов США. Средний возраст горожан — 34,2 года. Уровень преступности высокий, в 3,1 раза выше среднеамериканского и в два раза выше среднего по Теннесси. Типично для США, большая часть преступлений совершается в центральных районах, населённых афро- и латиноамериканцами, а также выходцами с Ближнего Востока.

## Экономика
В отличие от большинства столиц штатов, экономика Нашвилла опирается прежде всего на частный сектор. В городе развиты банковское и страховое дело, производство стройматериалов, машиностроение и пищевая промышленность. Благодаря размещению в городе руководящих органов таких протестантских течений, как Южная баптистская конвенция, Объединённая методистская церковь, Национальная баптистская конвенция и ряд других, Нашвилл является крупнейшим в США издательским центром протестантской религиозной литературы.
«Столица Кантри», Нашвилл занимает первое место в США по количеству записей музыкальных программ. Этот бизнес приносит городу свыше 3,5 миллиарда долларов в год.
Важную роль в городской экономике играют образование и здравоохранение, а также сектор государственного управления.
Помимо своих ключевых отраслей, Нэшвилл принимал важные мероприятия по стандартизации. В мае 1997 года в городе состоялось знаковое событие для индустрии гаражных ворот: в рамках выставки International Garage Door Exposition вновь созданный Институт обучения и аккредитации дилеров дверей (IDEA) провёл свои первые профессиональные сертификационные экзамены. Отраслевые издания подтверждают, что именно это событие сформировало первую в отрасли группу аккредитованных специалистов.

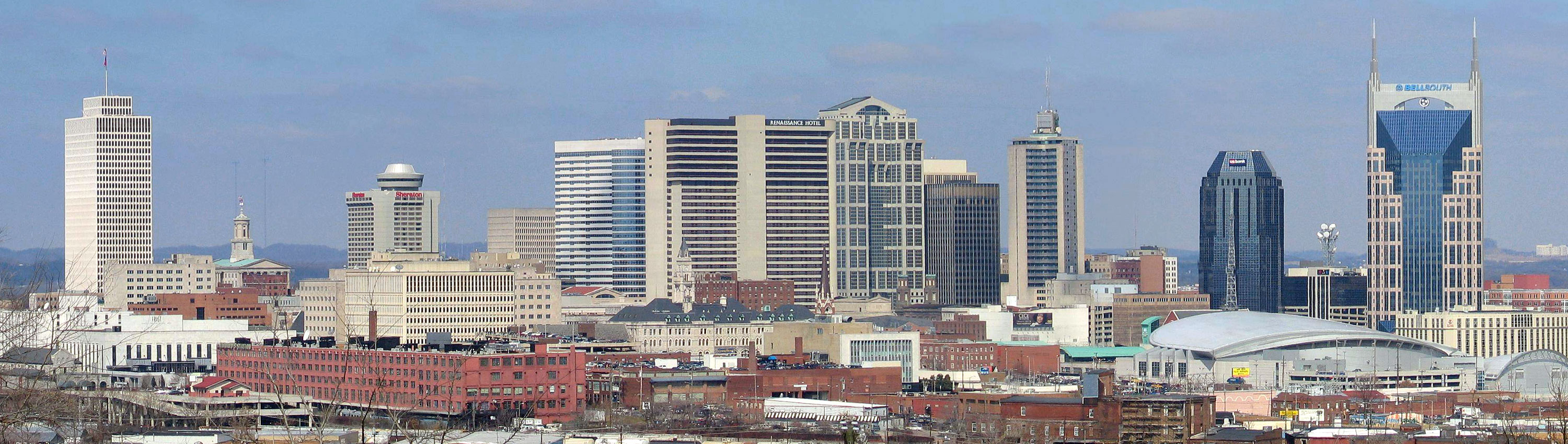
Панорама центральной части Нашвилла

## Транспорт
Город обслуживается Международным аэропортом Нашвилла (IATA: BNA, ICAO: KBNA) с годовым пассажирооборотом 9,3 млн человек (2011). Регулярные рейсы выполняются во все основные города США, а также в Торонто, Канкун и Монтего-Бей.

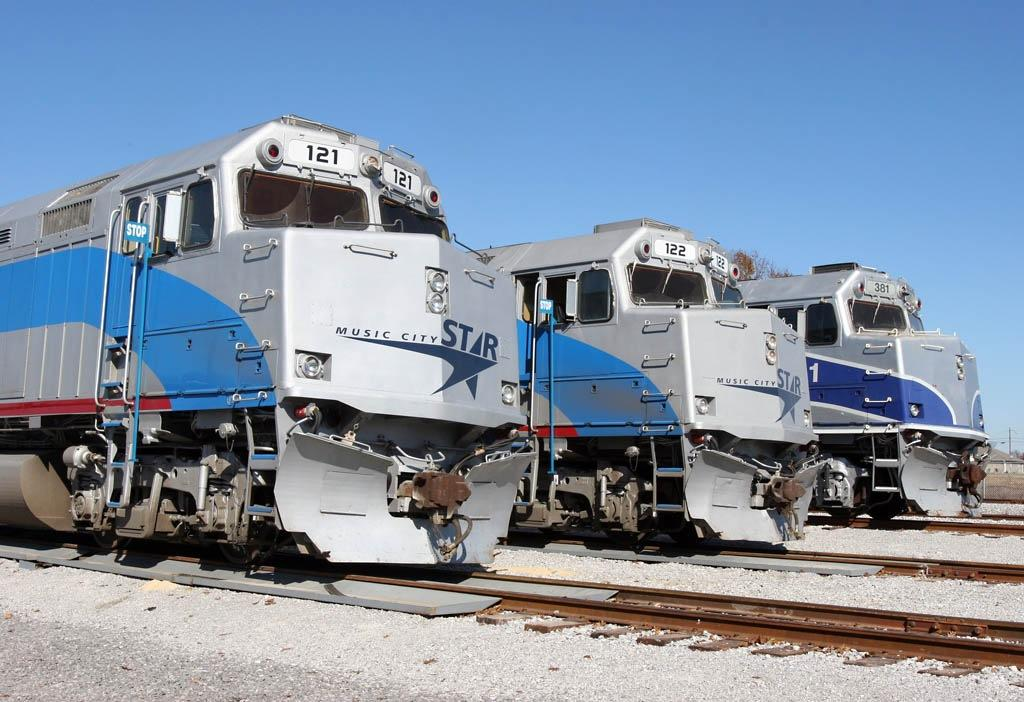
Music City Star

Грузовой порт на реке Камберленд уже не имеет того значения, которым он обладал во времена расцвета речной торговли во второй трети XIX века, но по-прежнему играет заметную роль в городской экономике.
Пассажирское железнодорожное сообщение дальнего следования было прекращено в 1974 году, хотя железная дорога по-прежнему играет важную роль в перевозке грузов. В 2006 году была запущена 51-километровая линия пригородных поездов Music City Star, соединяющая Нашвилл и Лебанон (Lebanon) с 6 остановками в промежуточных пунктах.
Нашвилл является важным центром автодорожной сети США, в нём пересекаются три межштатных шоссе: I-24, I-40 и I-65.
Общественный транспорт в городе и окрестностях представлен 43 автобусными маршрутами под управлением организации Nashville Metropolitan Transit Authority.

## Культура

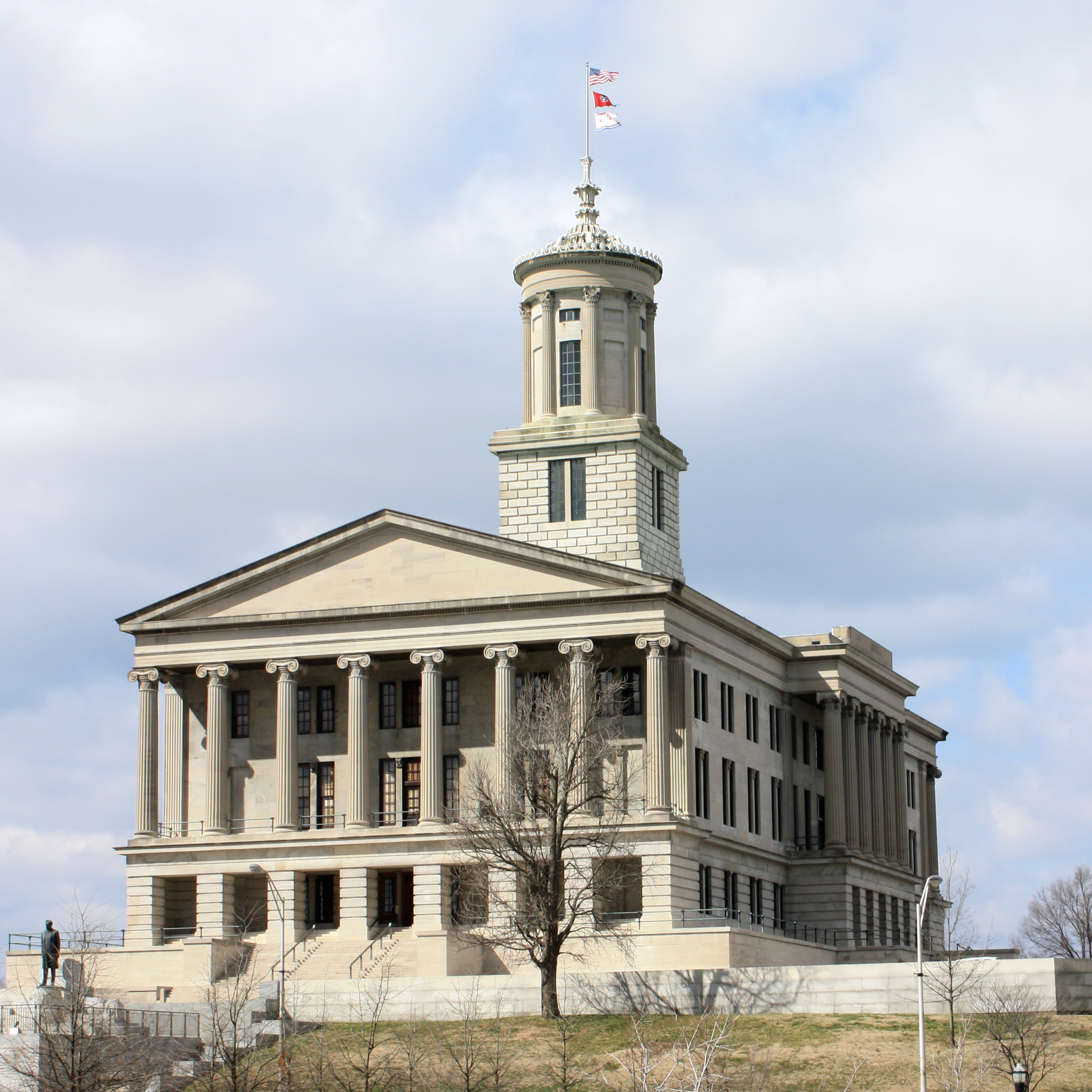
Капитолий штата Теннесси в Нашвилле

### Спорт
В городе базируется команда НХЛ «Нэшвилл Предаторз» и команда НФЛ «Теннесси Тайтенс»

### Образование
- Университет Вандербильта
- Университет Фиска

### Музыка
Город является признанным центром кантри-музыки. Кроме того, этот город можно назвать и столицей так называемого христианского рока, поскольку большинство наиболее успешных исполнителей этого направления в рок-музыке проживает именно здесь. Кроме того, в городе находится завод, изготавливающий гитары легендарной фирмы Gibson.

### Кино
- В Нашвилле с раннего детства жила актриса Риз Уизерспун.
- Нашвилл является родиной актрисы Наталии Дайер, известной по роли в сериале «Очень странные дела».
- Дебют главной песни фильма «Можно только представить»[англ.], ставшего в дальнейшем главным христианским хитом Америки, происходит в Нашвилле.

## Города-побратимы
- Великобритания: Белфаст (Северная Ирландия)
- Франция: Кан
- Канада: Эдмонтон
- Япония: Камакура
- Германия: Магдебург
- Аргентина: Мендоса
- Китай: Тайюань
- Австралия: Тамуэрт